# Megachile tecta
Megachile tecta är en biart som beskrevs av Radoszkowski 1888. Megachile tecta ingår i släktet tapetserarbin, och familjen buksamlarbin. Inga underarter finns listade i Catalogue of Life.